# Claudette MacKay-Lassonde
Claudette MacKay-Lassonde, née le 2 juillet 1948 à Montréal et morte le 15 juin 2000 à Toronto, est une ingénieure québécoise.

## Biographie
Claudette MacKay-Lassonde naît le 2 juillet 1948 à Montréal dans une famille modeste. Elle est l'aînée de six enfants. Son père reconnaît son intelligence et l'encourage à aller à l'université.
Elle obtient un baccalauréat en génie chimique de l'École polytechnique de Montréal en 1971, puis une maîtrise en génie nucléaire de l'université de l'Utah en 1973. Elle obtient aussi un MBA de l'Université de Toronto en 1983.
Elle travaille chez Northern Telecom, Xerox et Investissements Firelight, et y exerce des fonctions à la direction. Elle est cadre supérieure chez Hydro Ontario, ainsi que présidente du Conseil et chef de la direction de Enghouse Systems Limitée. Elle est sous-ministre adjointe au ministère de l'Industrie, du Commerce et de la Technologie de l'Ontario (1992-1993). MacKay-Lassonde siège également sur plusieurs conseils d'administration : Enghouse Systems Limitée, Groupe de fonds AGF, Abitibi-Price, Clearnet Communications et les Laboratoires Aeterna.
Elle devient en 1986 la première femme présidente de l'Association professionnelle des ingénieurs de l'Ontario,. Elle a aussi présidé le Bureau canadien de la main-d'œuvre en génie.
Lors des élections générales ontariennes de 1987, elle se présente pour le Parti libéral de l'Ontario dans la circonscription de Mississauga-Sud. Elle obtient 40,42 % des voix mais elle est battue par la députée sortante, la progressiste-conservatrice Margaret Marland qui récolte 42,24 % des voix avec une majorité de 599 votes.

## Philanthropie et mécénat
Elle crée la Fondation commémorative du génie canadien avec d'autres ingénieurs en réponse à l'assassinat de 14 étudiantes en génie à l'École polytechnique de Montréal en 1989,. Elle en est aussi la présidente. L'organisme offre encore aujourd'hui des bourses d'études à de jeunes femmes inscrites dans des programmes de génie. La participation des femmes à la profession d'ingénieure est une de ses préoccupations.
Elle participe aussi à l'organisation du premier Congrès canadien des femmes ingénieures (Canadian Convention of Women Engineers) en 1981.
Les pavillons Claudette-MacKay-Lassonde et Pierre-Lassonde de l'École polytechnique de Montréal sont nommés ainsi à la suite d'un don philanthropique de 8M$ de M. et Mme Lassonde ayant permis la construction des pavillons.
En 2025, une bourse d'excellence de 25 000$ est créée en son nom afin d'être décernée à une femme inscrite dans un programme de baccalauréat en génie dans une université canadienne.

## Vie privée
Elle marie Pierre Lassonde, aussi ingénieur et diplômé de l'École polytechnique de Montréal, où ils se sont rencontrés. Elle est mère de deux enfants : une fille nommée Julie et un fils nommé Christian. Ses parents sont Thérèse et Raymond MacKay.
Claudette MacKay-Lassonde meurt d'un cancer le 15 juin 2000 à son domicile de Toronto, à l'âge de 51 ans.

## Sources
- « Fondation commémorative du génie canadien : Historique »
- « Claudette MacKay-Lassonde », sur ontario400.ca, 12 avril 2015. Texte traduit, adapté et tiré de l’article de Sophie Kneisel du magazine Canadian Consulting Engineer.
- Claudette MacKay-Lassonde and a History of Women in Engineering in Canada
- Doctorat honorifique - Éloge de Claudette MacKay-Lassonde - http://archives.concordia.ca/fr/lassonde